# Bartole
Bartole (ou Barthole), en latin Bartolus de Saxoferrato (né en 1313 à Sassoferrato dans l'actuelle province d'Ancône, dans les Marches, mort le 10 juillet 1356 à Pérouse) est un jurisconsulte italien du XIVe siècle, professeur de droit, spécialiste du droit romain. Le mot Saxoferrato est son lieu de naissance et pas de famille, même s'il est le premier juriste à avoir réintroduit l'usage dans le droit du nomen gentilicium.

## Biographie
Issu d'une famille de paysans aisés, Bartolus de Saxoferrato débute à l'âge de 14 ans des études de droit civil à Pérouse qu'il poursuit à Bologne où il obtient le titre de docteur en 1334. Il enseigne par la suite à l'université de Pise en 1338 puis à celle de Pérouse de 1343 jusqu'à sa mort. Il a été député de cette dernière ville auprès de l'empereur Charles IV du Saint-Empire, dont il se concilie la bienveillance, et qui le nomme conseiller. Il abrège sa vie par une trop grande assiduité à l'étude, et meurt le 10 juillet 1356 à l'âge de 44 ans.
Jusqu'à son époque, la pratique se faisait sous le titre de Gloses par des notes fort courtes portant sur les passages du Corpus Juris ; ces gloses s'apparentaient à de la paraphrase des textes de droit. Élève de Cynus de Pistoie et dans la ligne de l'école d'Orléans, il améliore et systématise la méthode développée par les postglossateurs ou commentateurs, recourant à des commentaires suivis sur toutes les parties du texte. Il y réussit si bien, que les jurisconsultes qui le suivent l'ont, d'un commun accord, regardé comme leur maître. Ses œuvres ont formé avec la glose d'Accurse la base de l'enseignement juridique de la plupart des écoles de droit européennes.
Bartole est l'un des plus importants juristes du Moyen Âge ; son travail n'a été moqué qu'à partir du XVIe siècle par certains docteurs de la mouvance de l'humanisme juridique qui tournèrent son gigantesque travail en ridicule. Charles Dumoulin l'appelle « le coryphée des interprètes de droit. »
Dans Le Mariage de Figaro, Beaumarchais met en scène un juriste antipathique nommé Bartolo, il s'agit d'une référence à Bartole. Dans Le Menteur, Pierre Corneille se moque aussi de Bartole dans les quatre premiers vers que Cliton adresse à Dorante : « Ne craignez rien pour vous : Vous ferez en une heure ici mille jaloux. Ce visage et ce port n’ont point l’air de l’école ; Et jamais comme vous on ne peignit Barthole. »

## Publications
- Liber minoricarum decisionum en 1354 à l'attention des Franciscains
- Lecturae in tres libros Codicis, Naples, 1471, in-folio.
- (la) Consilia, quaestiones et tractatus, Lyon, Thomas Berthelier, 1547 (lire en ligne)
principal ouvrage de Barthole est
- Le Dictionnaire Bouillet indique au XIXe siècle l'existence de l'écrit Processus Satanae contra Virginem coram judice Jesu.

Toutes ses œuvres ont été imprimées en 10 volumes in-folio, Venise, 1590. Il a paru à Munich une nouvelle édition complète de ses Œuvres, 1845-1846, 8 volumes in-4o.

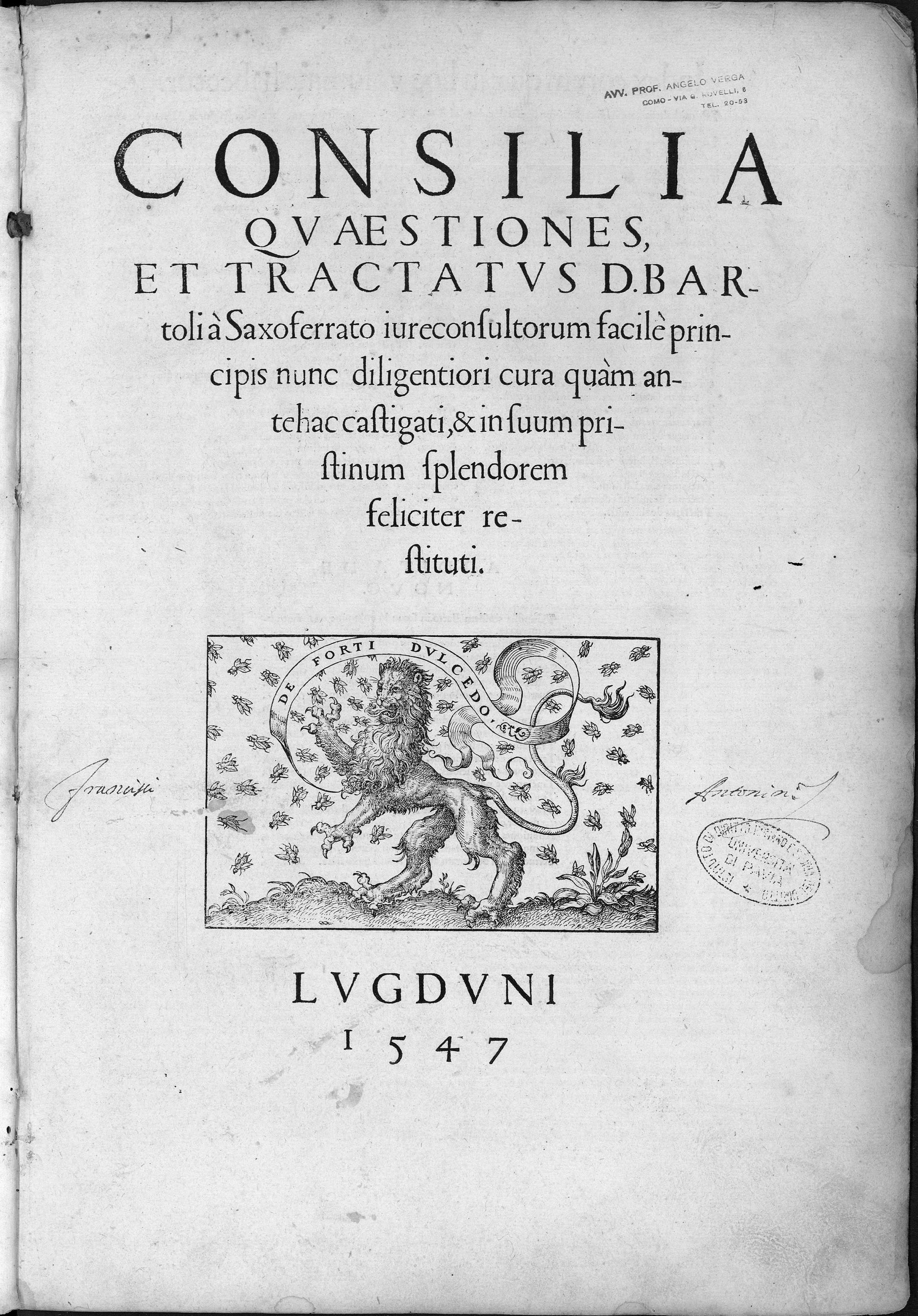
Consilia, quaestiones et tractatus, 1547
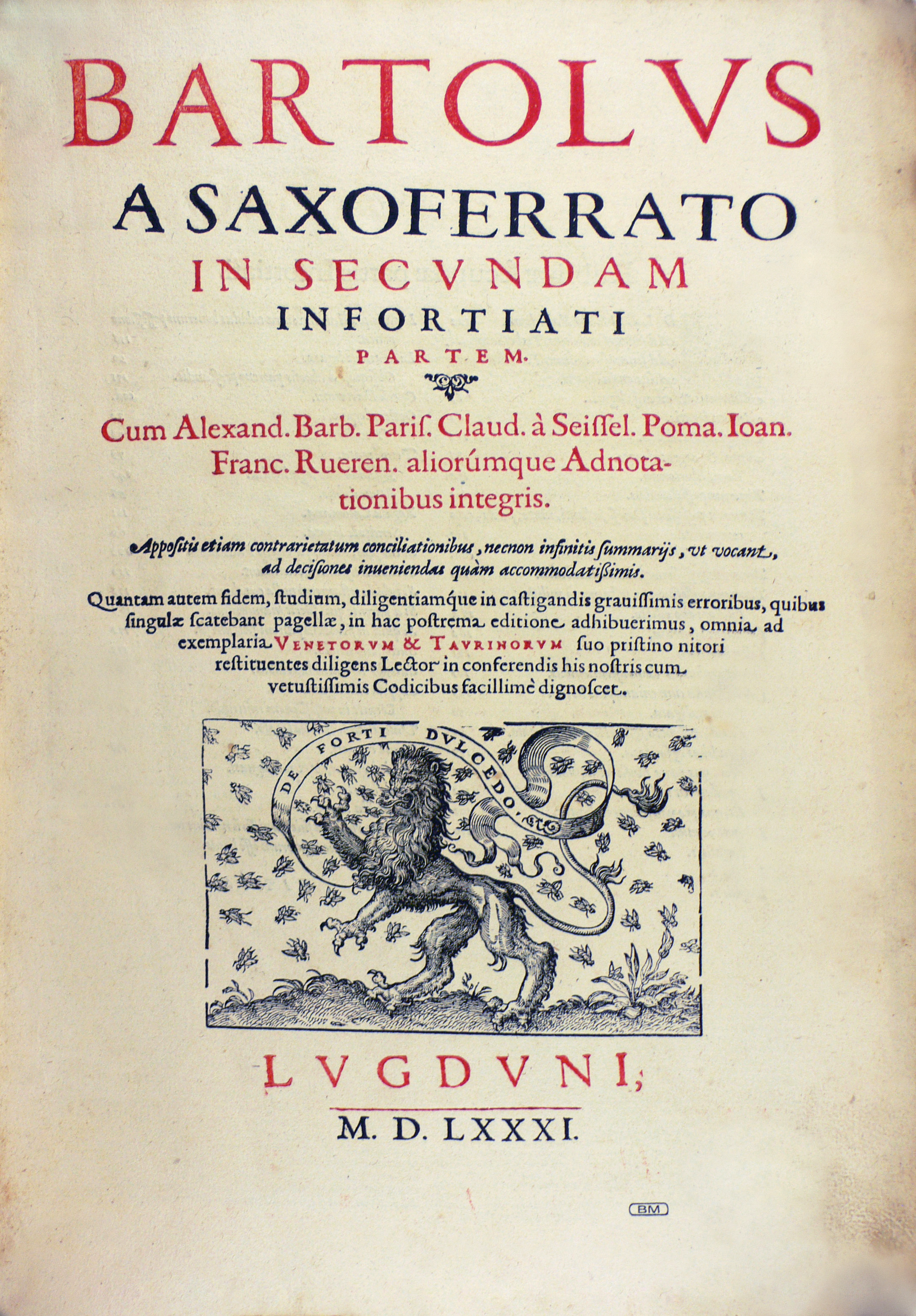
Opera omnia, 1581 (Milan, Fondazione Mansutti).